# Charles E. Raven
Charles Earle Raven (4 juillet 1885 – 8 juillet 1964) est un théologien et prêtre anglican britannique. Il est professeur Regius de théologie à l'Université de Cambridge (1932-1950) et maître du Christ's College de Cambridge (1939-1950). Ses travaux ont une influence sur l’histoire de la publication scientifique en ce qui concerne les effets positifs que la théologie a eu sur la science moderne.

## Carrière
Raven est né à Paddington, Londres, le 4 juillet 1885 et fait ses études à l'école d'Uppingham. Il obtient une bourse classique ouverte au Gonville and Caius College de Cambridge puis devient maître de conférences en théologie, membre et doyen de l'Emmanuel College de Cambridge. En 1932, il est élu professeur Regius de théologie à Cambridge, poste qu'il occupe jusqu'en 1950. Il est maître du Christ's College de Cambridge (1939-1950).
Il est ecclésiastique dans l'Église d'Angleterre et atteint le rang de chanoine. Durant la Première Guerre mondiale, il sert comme aumônier des forces armées et ce dont il est témoin l'amène à adopter une position pacifiste, un sujet sur lequel il a beaucoup écrit pendant le reste de sa vie. En tant que pacifiste, il est un fervent partisan de la Peace Pledge Union et de la Fellowship of Reconciliation.
Il épouse d'abord Margaret Ermyntrude Buchanan Wollaston en 1910, avec qui il a quatre enfants. Il est le père de John Raven, érudit classique et botaniste, et le grand-père d'Andrew Raven (en) et de Sarah Raven (en).
Son troisième mariage est avec Hélène Jeanty, une veuve belge dont le mari a été tué par les occupants allemands pendant la Seconde Guerre mondiale. Ils se rencontrent alors qu’elle travaille pour le Conseil œcuménique des Églises (COE). Ils œuvrent ensemble à la réconciliation entre les étudiants de différentes nationalité, dans la continuité de son travail au COE en faveur des Juifs et des Allemands déplacés. Elle survit à Raven, mourant le 9 octobre 1990 et, poursuivant son œuvre caritative de son vivant, et laissant 150 000 £ au Christ's College pour soutenir les étudiants en médecine étrangers.
Raven est professeur Gifford de 1950 à 1952 en religion naturelle et théologie chrétienne à l'université d'Édimbourg. Il est président du Field Studies Council de 1953 à 1957 et de la Botanical Society of the British Isles de 1951 à 1955. Il remporte le Prix James-Tait-Black en 1947 pour son livre English Naturalists from Neckam to Ray.
Raven est un défenseur des théories évolutionnistes non darwiniennes telles que le lamarckisme. Il soutient également l'évolution théiste de Pierre Teilhard de Chardin.
L'historien Peter Bowler écrit que le livre de Raven , The Creator Spirit, « a présenté les arguments en faveur d'une biologie non matérialiste comme fondement d'une théologie naturelle renouvelée ».

## Publications
- What think ye of Christ? (1916)
- Christian Socialism, 1848-1854 (1920)
- Apollinarianism: An Essay on the Christology of the Early Church (1923)
- In Praise of Birds (1925)
- The Creator Spirit (1927)
- Women and the Ministry (1929)
- A Wanderer's Way (1929)
- The Life and Teaching of Jesus Christ (1933)
- Charles E. Raven, John Ray, naturalist: his life and works, Cambridge [England], Cambridge University Press, 1950, 2nd éd. (ISBN 9780521310833, lire en ligne)
- Science, Religion, and the Future, a course of eight lectures (1943)
- Charles E. Raven, English Naturalists from Neckam to Ray: A Study of the Making of the Modern World, Cambridge University Press, 1947 (ISBN 978-1-108-01634-6, lire en ligne), p. 162
- Alex Wood: the man and his message (1952)
- The Theological Basis of Christian Pacifism. London: The Fellowship of Reconciliation (1952)
- Natural Religion and Christian Theology (1953)
- Science, Medicine and Morals: A Survey and a Suggestion (1959)
- Paul and the Gospel of Jesus (1960)
- Teilhard de Chardin: Scientist and Seer (1962)